# 南シナ海
南シナ海（みなみシナかい、南支那海）は、太平洋西部で、中国、台湾、フィリピン、マレーシア、ブルネイ、インドネシア、シンガポール、タイ、カンボジア、ベトナムに囲まれた海域の名称。世界有数の通商航路（シーレーン）であるだけでなく、スプラトリー諸島（南沙諸島）などの領有権とその周辺海域の管轄権を巡る国際法上の紛争もあり、軍事・安全保障も重要な海域である。

## 表記

### 日本においての表記
2016年時点で、日本国政府の外務省などの公式文書等では南シナ海と表記され、日本国内では一般化している。第二次世界大戦までは南支那海と表記した。なお、中国語圏において当該海域の名称として用いられている「南海」は、日本国内では近畿南部と四国一帯の歴史的呼称である南海道やそれに由来する企業など（例・南海電鉄）を指す。

### その他の国・地域においての表記
- 国際水路機関発行の「大洋と海の境界（第三版）」[3]では、South China Sea (Nan hai) としている。
- 中華人民共和国 - 南海あるいは南中国海と表記する。
- 中華民国（台湾） - 南海あるいは南中国海と表記する。
- 韓国 - （남중국해、ナムジュングケ)  (南中国海) と表記する。
- 朝鮮民主主義人民共和国（北朝鮮） - （중국남해、チュングンナメ)  (中国南海) と表記する。
- ベトナム - Biển Đông（𤅶東）と表記する。（東海の意）
- フィリピン - Dagat Kanlurang Pilipinas（英語表記: West Philippine Sea[4]、西フィリピン海の意）、Dagat Luzon（ルソン海の意）
- インドネシア - 南シナ海の南部、ナトゥナ諸島の北200カイリまでの排他的経済水域（EEZ）内を2017年7月14日に「北ナトゥナ海」（North Natuna Sea）と改称[5][6][7]。

## 概要

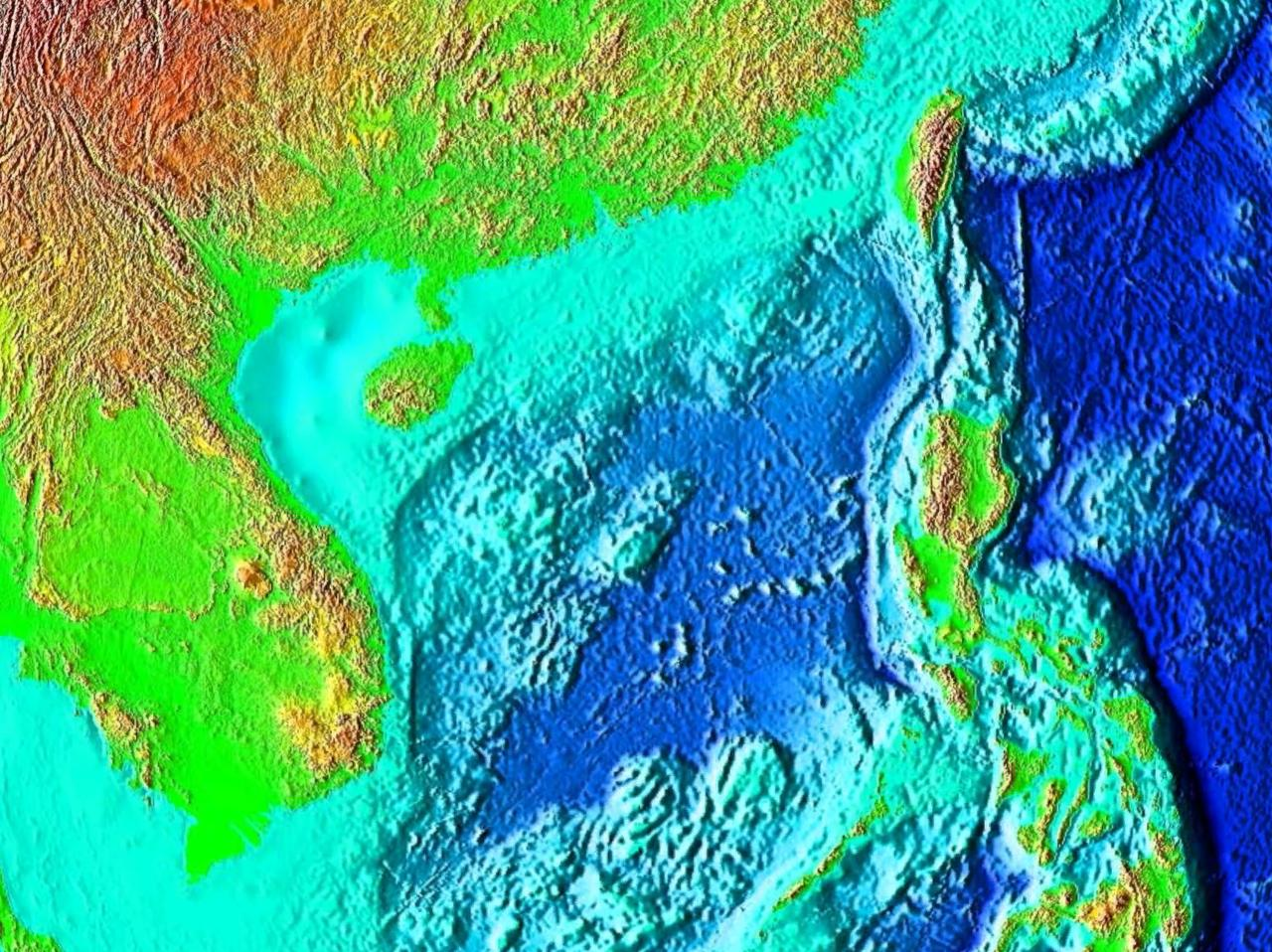
南シナ海海底地形

東南アジアの赤道から北緯23度付近の中国沿岸まで広がっている熱帯・亜熱帯の海域である。南西部のマレーシア東方付近は大陸棚が広く発達しており、水深200メートル以下となっている。東部は深く、特にルソン島北西沖にはマニラ海溝がある。太平洋とは主に台湾島、フィリピン諸島、カリマンタン島などで区切られており、バシー海峡など限られた海峡で結ばれているに過ぎない。海域内における大きな島は海南島程度であるが、サンゴ礁も含めて中小の島嶼は多い。中国が「南海諸島」と総称する南沙諸島、中沙諸島、西沙諸島、東沙諸島の他、ナトゥナ諸島、南ナトゥナ諸島、アナンバス諸島などがある。
南シナ海では、冬は季節風が北東方向から吹き、夏になると南西方向から吹き込む。これは、冬季にはシベリア高気圧からの冷たい空気が赤道付近に向けて吹き込むためであり、逆に5月頃には海水温の上昇とともに積乱雲が発達し北東方向へのモンスーンが始まる。6月に入ると南シナ海を含む東南アジア上空には熱帯モンスーン気団が形成されるが、このモンスーンは温かく湿った空気を東アジアにもたらすため、6月から7月にかけて北方の大陸性気団との間に梅雨前線が形成され、東アジアに梅雨をもたらす。このモンスーンを利用し、帆船時代には冬季に中国からマラッカ海峡、夏季には逆方向に向かう航海が盛んに行われ、重要な交易ルートとなっていた。
南シナ海の海流はモンスーンと連動しており、基本的にモンスーンと同方向に流れる。このため冬季には大陸沿いに北から南へ向かう反時計回りの海流が流れ、夏季には逆に大陸沿いに南から北へ向かう時計回りの海流が流れることとなる。
南シナ海は天然資源の埋蔵が豊富であり、2012年時点で石油は約112億バレル、天然ガスは190兆立方フィートの埋蔵が見込まれている。沿岸諸国を中心とした漁業もさかんに行われ、漁獲量は1367万トン、全世界の約12％を占める。また東アジア・東南アジア地域と世界各地を結ぶ重要な交易路であり、世界貿易量の3分の1、約5.3兆ドルが南シナ海を通過するなど、経済的に非常に重要な海域となっている。この豊富な資源を目当てに、ベトナム・マレーシア・インドネシアなどの沿海諸国が相次いで石油や天然ガスの採掘計画を発表しているものの、この海域の領有権を主張する中国の有形無形の妨害により多くの計画が頓挫している。同様の状況は漁業でも起きており、フィリピンやベトナムの漁師を中国が拿捕し、または追い払うことが頻発して紛争となっている。

## 島と海山
200以上の島と礁が知られており、大部分は南沙諸島にある。同諸島は810キロメートルと900キロメートルの広さに及び、海南島などを除く最大の離島は太平島（イトゥアバ）で、長さ1.3キロメートル、最高海抜3.8メートルである。また、フィリピンのパラワン諸島とはパラワン海溝を挟んでリード堆と呼ばれる長さ約100キロメートルの海山があり、面積8,866平方キロメートルは環礁として世界最大。いまや水深20メートルに沈んでいるが、約7千年前に氷期が終わり海面が上昇するまでは島であった。

## 名称変更についての議論
ザ・ストレーツ・タイムズは「南シナ海という名前名称が中国に周辺諸国へ嫌がらせを行う正当性を与えている」とし、「東南アジア海」(ASEAN Sea)へ名称を変更すべきと主張している。
ベトナムの活動家団体は2011年に「東南アジア海」(Southeast Asia Sea)へ名称を変更するよう署名活動を行った。
インドネシアは2017年にこの海を「北ナトゥナ海」と名付け、フィリピンは「西フィリピン海」と名付けているが、いずれも国際的に承認されていない。

## 領土・権益問題
1935年に、中華民国の中国国民党がブルネイ近海のジェームズ礁を「曾母」（現行の中国名では曾母暗沙）と命名したが、国内の混乱や海軍力の不足により実効支配は出来なかった。
1939年4月に、日本海軍はスプラトリー諸島の最も大きな島である太平島を占拠して「長島」と命名した。
1945年8月、日本はポツダム宣言を受諾し敗戦。南シナ海の島の領有権を放棄する。
1945年12月に、中華民国政府は「南沙管理処」を広東省に設置した。
1947年に、中華民国の国府政権は、東南アジア諸国の本土領海線ギリギリまでを自国の管轄とする「十一段線」を宣言した。
1949年に成立した中華人民共和国も、中華民国が主張していた十一段線とほぼ同じ「九段線」（または「U字線」「牛舌線」ともいう）を宣言した。
しかし、「九段線」の法的解釈が島嶼帰属の線か、歴史的な権利の範囲か、歴史的な水域線か、それとも伝統疆界線かということはまだ中国政府に公式的に発表されていない。
中国・海南島の南方にある西沙諸島（パラセル諸島）については、中華人民共和国、中華民国（台湾）、ベトナムの3か国が領有権を主張している。
中国政府は1974年の西沙諸島の戦いで南ベトナム軍を攻撃して、島々を占領。中国人を移住させたり、中国人民解放軍を駐屯させたりして、支配を強化している。
南沙諸島（スプラトリー諸島）などをめぐっては6か国が領有権を主張し合っている。中華人民共和国、中華民国（台湾）は全体の領有を主張し、ベトナム、マレーシア、フィリピン、ブルネイの4か国は一部分の領有を主張している。各国は資源開発を独自に行ったり、協力したりする一方で、軍の配置や島の基地化、国際司法裁判所への提訴などによる権益確保も進めている。先述のとおり、利害が衝突する国の間で南シナ海の呼称が異なっているのには、こうした背景が存在する。
このほか中国とベトナムはトンキン湾、マレーシアとベトナムはタイ湾、マレーシアとフィリピンは東ボルネオ沖を巡って、排他的経済水域の主張が重複・対立している。
2010年7月23日、ハノイで開かれた東南アジア諸国連合 (ASEAN) 地域フォーラム (ARF) は、南シナ海問題を重要な議題の一つとして議論した。2002年の「南シナ海行動宣言」を効果的に実施し、法的拘束力のある「南シナ海行動規範」へと発展させることへの支持を確認した。
2011年11月4日・5日、ハノイで南シナ海の安全保障と協力をテーマに国際会議が開かれた。閉会式でセベリーノ（ASEAN元事務局長）は南シナ海の紛争を平和的に解決することを期待するとともに、領有権問題の解決は当事国間の交渉でしか解決できないと述べた。
2014年6月1日、シンガポールで開催中のアジア安全保障会議（シャングリラ対話）において、中国側代表の王冠中・人民解放軍副総参謀長は、南シナ海の島々は2,000年以上前の漢代に中国が発見して管理してきたという旨の発言をした。また王は、名指しを避けながら中国に自制を求めた日本の安倍晋三首相に対して、「安倍総理大臣は、遠回しに中国を攻撃し、ヘーゲル長官は率直に非難した。ヘーゲル長官のほうがましだ」と述べ、これに対して小野寺防衛相は、「中国の反応は理解できない」と反論した。
アメリカのCSIS（戦略国際問題研究所）は2016年1月にまとめた報告書において、中国が複数の空母打撃群を保有する可能性を指摘すると同時に、「2030年までに南シナ海が事実上中国の湖となる」と警鐘を鳴らし、オバマ政権の対中国・北朝鮮政策が不十分であると指摘した。
NHKによれば、2016年7月まで国際司法裁判所で行われている仲裁裁判に対して、中国政府は外交交渉を通じた解決も検討していた。
2016年7月12日、常設仲裁裁判所は提訴したフィリピン側の主張を全面的に認め、南沙諸島とスカボロー礁にあるすべてのリーフは法的には排他的経済水域および大陸棚を生成しない「岩」とする南シナ海判決が結論された。
中国は南シナ海判決を受けて従来消極的だった「南シナ海行動規範」の草案作成に動いて大枠合意され、2017年8月のフィリピンでのASEAN外相会議で当事者同士の合意形成による幕引きを図る中国に有利な形で承認され、同年11月に中国ASEAN首脳会議は大枠合意の内容で詳細を詰める交渉を開始することで合意し、ASEAN議長声明ではそれまで掲載されてきた南シナ海問題への「懸念」の文言が消えて「中国とASEANの関係改善」への評価が盛り込まれた。ASEAN首脳会議で対中関係改善のために習近平国家主席（党総書記）や李克強国務院総理（首相）といった中国の首脳と異例の2回連続の会談を行った日本の安倍首相もASEANと中国のこういった動きを歓迎すると述べた。
2020年10月19日、菅義偉内閣総理大臣は就任後初の外遊先としてベトナムを訪問し、ベトナムの大学生に対して「日本は南シナ海の緊張を高めるいかなる行動にも強く反対している。日本は、南シナ海の法による支配の保全を一貫して支持してきた」と演説したが、これは南シナ海で人工島を積極的に建設している中国に対する批判であり、また中国がここ数ヶ月、南シナ海でベトナムに多大な圧力をかけていることへの牽制であった。
2024年6月17日、フィリピンと中華人民共和国（中国）両国が声明を発表し、中国船とフィリピンの補給船が17日、スプラトリー（南沙）諸島にあるセカンド・トーマス礁付近で衝突したと発表。米国務省によると、カート・キャンベル米国務副長官は17日、この衝突をめぐってフィリピンのラザロ外務次官と電話で協議した。フィリピンの補給船と中国海警局の艦船が衝突したことをめぐり、アメリカのホワイトハウスのカービー広報補佐官（国家安全保障担当）は17日の会見で、中国による「挑発的で無謀な行動」だと非難した。「初期の報告として、少なくともフィリピンの船員1人が負傷した」とも述べ、懸念を示した。
翌日18日、フィリピン軍は南シナ海で補給任務中だった同国海軍のフィリピン兵７人が負傷しうち水兵１人が中国海警局から「意図的に高速で激突」され、指を切断したと報じた。その他にも中国海警局に銃８丁を押収され、フィリピンのボート４隻を一時拿捕された。交渉の末に解放されたものの、中国側は船体に穴を開けた。
現在に至るまで、中国は一方的に南シナ海での権益を主張しており、南シナ海での近隣諸国に対する危険行為、危険航行を繰り返している。それに対し、日本国政府を含む欧米、アジア各国は国際法を遵守するよう求める声明を度々出している。

## 歴史
紀元前3世紀ごろに現在のベトナム北部で栄えたドンソン文化の銅鼓がスマトラ島やジャワ島などで多数出土していることから、すでにこの時期には南シナ海を渡る交易が行われていたと考えられている。紀元前111年には前漢の武帝が南越を滅ぼしてベトナム中部に日南郡を置き、南シナ海交易の窓口とした。この頃にはすでにインドにつながる交易ルートが成立しており、166年には大秦国王安敦の使者を名乗る人物も日南郡に到来しているように、後漢後期にはいわゆる海のシルクロードの一部として、南シナ海は重要な東西交易ルートを構成するようになっていた。このころには、メコン川下流の扶南や日南郡が独立したチャンパなど、いくつかの交易国家が南シナ海沿岸部に成立している。3世紀頃にはモンスーンを利用した航海が南シナ海で行われるようになり、5世紀頃には交易ルートの要地にインド文化の影響を強く受けた港市国家が点在するようになった。413年には法顕が海路でインドから中国へと帰国している。
7世紀にはマラッカ海峡が南シナ海に接続する交易のメインルートとなり、シュリーヴィジャヤ王国が台頭した。このころ、義浄が南シナ海経由でインドへと渡り、記録を残している。8世紀頃にはイスラム商人のダウ船が南シナ海に訪れるようになり、唐の玄関口となる広州は多くのアラブ商人が居留していた。唐が滅亡すると、南海交易を基盤とする南漢がこの地に割拠し、971年に南漢が滅亡した後に広州を支配した宋は広州に市舶司を置いて引き続き南シナ海交易の拠点とした。9世紀頃にはイスラム商人に加え、中国商人のジャンク船も南シナ海交易に進出するようになり、南宋の時代には南海交易はさらに重要性を増した。この南海交易の盛況は元の時代にも継続され、1290年にはマルコ・ポーロが泉州から出航して南シナ海経由でヴェネツィアへと帰還している。
明代に入ると、洪武帝は1371年に海禁を発し、民間の海外交易・海上進出を一切禁じたため、中国商人の南シナ海交易は一時衰えた。一方で冊封体制に基づく朝貢貿易はこの時期推進され、永楽帝期を中心に鄭和による7回の大遠征が1405年から1433年にかけて行われたものの、鄭和死後は明の対外進出は衰えた。この時期明の代理として南シナ海交易に参入したのが琉球王国であり、1425年のアユタヤ王朝への貿易船派遣を皮切りに、パレンバンやマラッカなどの南方諸国へ盛んに貿易船を派遣し、中国への盛んな朝貢を基盤とした中継貿易を行って繁栄した。
大航海時代に入るとヨーロッパ勢力がこの海域へと進出した。欧州各国のうちまず最初にこの地域に到達したのはポルトガルで、1511年にはマラッカ王国を占領し、1557年にはマカオに拠点を置いて南シナ海交易を本格化させた。これに伴って琉球の南シナ海交易は衰退し、1570年を最後に貿易船派遣そのものが停止されている。ついで1571年にはスペインがマニラを占領し、アカプルコからガレオン船で運ばれてくる銀で中国物産を買い付ける交易が始まった。16世紀末には日本の豊臣政権・江戸幕府が朱印船交易を行って南シナ海へ進出し、東南アジア各港には日本人町が築かれたが、1630年代に出された鎖国令により交易は停止し日本人町も衰退した。17世紀にはポルトガルに代わる形でオランダが南シナ海交易に参入している。またこの時期にはパタニ王国やブルネイ王国などの域内の国家も交易の増加に合わせて繁栄した。
1661年には清が遷界令を発して沿岸部の住民を強制移住させ厳しい海禁を行ったことで南シナ海の交易は一時衰えたが、1684年の解除に伴い交易は再び活発化し、さらに中国人が南シナ海沿岸各地に移住して華僑となり大きな勢力を持つようになった。19世紀に入ると帝国主義の隆盛に伴い、南シナ海沿岸地域の植民地化が進展する。1819年にはトーマス・ラッフルズがシンガポールを建設して、1824年にはマラッカとともにイギリス領とし、以後シンガポールは海域交易の結節点として繁栄した。またアヘン戦争の結果、1842年の南京条約で香港がイギリスに割譲され、以後西欧諸国の対中交易の拠点となった。海域の南端と北端にシンガポールと香港という英国の拠点ができたことで、1845年にはP&O社がセイロンからシンガポール経由で香港までの定期蒸気船航路を開設し、1846年にはボルネオ島北岸のラブアン島で石炭が発見されたため、これを割譲させてラブアン直轄植民地を置き給炭地とした。